# Выборы в регионах России (2007)

Карта региональных выборов в 2007 году.
Парламентские
Парламентские другого субъекта
Референдум

В 2007 году, согласно данным Центральной избирательной комиссии Российской Федерации, прошло 1203 выборных кампании различного уровня, включая выборы пятого созыва Государственной Думы Федерального собрания Российской Федерации, единые дни голосования 11 марта и 2 декабря, выборы глав 591 муниципального образования, а в 21 субъекте федерации прошли выборы в законодательные собрания. На этих выборах в бюллетенях впервые отсутствовала графа «Против всех».

## Муниципальные образования

### 11 марта

#### Республика Дагестан
На выборах в городское собрание Махачкалы победила «Единая Россия», завоевав 57 % голосов.

## Законодательные собрания субъектов федерации

### 11 марта

#### Республика Дагестан
Победила «Единая Россия», завоевав 68,64 % голосов и получив 46 мандатов из 72.

#### Республика Коми
Победила «Единая Россия», завоевав 44,93 % голосов и получив 18 мандатов из 30. Явка составила 36,29 % от списочного состава избирателей.

#### Ставропольский край
Победила «Справедливая Россия», завоевав 37,71 % голосов и получив 12 мандатов из 50. Явка составила 41,28 % от списочного состава избирателей.

#### Вологодская область
Победила «Единая Россия», завоевав 41,90 % голосов и получив 22 мандата из 34. Явка составила 36,1 % от списочного состава избирателей.

#### Ленинградская область
Победила «Единая Россия», завоевав 35,24 % голосов и получив 22 мандата из 50. Явка составила 31 % от списочного состава избирателей.

#### Московская область
Победила «Единая Россия», завоевав 49,57 % голосов и получив 33 мандата.

#### Мурманская область
Победила «Единая Россия», завоевав 42,19 % голосов и получив 19 мандатов.

#### Омская область
Победила «Единая Россия», завоевав 55,65 % голосов и получив 38 мандатов.

#### Орловская область
Победила «Единая Россия», завоевав 39,02 % голосов и получив 26 мандатов из 50. Явка составила 52,16 % от списочного состава избирателей.

#### Псковская область
Победила «Единая Россия», завоевав 47,57 % голосов и получив 29 мандатов из 44. Явка составила 36 % от списочного состава избирателей.

#### Самарская область
Победила «Единая Россия», завоевав 35,07 % голосов и получив 26 мандатов.

#### Томская область
Победила «Единая Россия», завоевав 48,66 % голосов и получив 27 мандатов из 42. Явка составила 44,83 % от списочного состава избирателей.

#### Тюменская область
Победила «Единая Россия», завоевав 67 % голосов и получив 13 мандатов.

#### Санкт-Петербург
Победила «Единая Россия», завоевав 37,37 % голосов и получив 23 мандата из 50. Явка составила 33,18 % от списочного состава избирателей.

### 15 апреля

#### Красноярский край
Первые парламентские выборы после объединения Красноярского края с Таймырским и Эвенкийским автономными округами. Победила «Единая Россия», завоевав 15 мандатов.

### 2 декабря

#### Республика Бурятия
Победила «Единая Россия», завоевав 22 мандата.

#### Республика Мордовия
Победила «Единая Россия», завоевав 22 мандата.

#### Республика Северная Осетия
Победила «Единая Россия», завоевав 25 мандатов.

#### Республика Удмуртия
Победила «Единая Россия», завоевав 31 мандат.

#### Камчатский край
Победила «Единая Россия», завоевав 18 мандатов.

#### Краснодарский край
Победила «Единая Россия», завоевав 25 мандатов.

#### Пензенская область
Победила «Единая Россия», завоевав 12 мандатов.

#### Саратовская область
Победила «Единая Россия», завоевав 14 мандатов.

#### Смоленская область
Победила «Единая Россия», завоевав 15 мандатов.